# Lijst van oorlogsmonumenten in Arnhem
De Nederlandse gemeente Arnhem heeft 74 oorlogsmonumenten. Hieronder een overzicht.
| Nr.  | Object                                                       | Herdachte groep                                                                                  | Ontwerper                                                   | Onthulling        | Type             | Locatie                                                         | Plaats        | Coördinaten                   | Foto                                                         |
| ---- | ------------------------------------------------------------ | ------------------------------------------------------------------------------------------------ | ----------------------------------------------------------- | ----------------- | ---------------- | --------------------------------------------------------------- | ------------- | ----------------------------- | ------------------------------------------------------------ |
| 73   | Divisie-monument                                             | militairen in dienst van het Ned. Kon. na 1945                                                   | Ir. A.J.H. Haak (ontwerp), ir. A.O. van Noort (herindeling) | 7 december 1960   | overig           | Clement van Maasdijklaan, 6816 TV                               | Schaarsbergen | 52° 2' 1" NB, 5° 53' 56" OL   |                                                              |
| 461  | Gedenkraam in de Sint-Eusebiuskerk                           | vervolgden Nederland                                                                             |                                                             |                   | glas-in-lood     | Kerkplein 1, 6811EB                                             | Arnhem        | 51° 58' 47" NB, 5° 54' 45" OL | Gedenkraam in de Sint-Eusebiuskerk                           |
| 638  | Lancaster-monument                                           | geallieerde canadese en britse militairen                                                        |                                                             |                   | zuil             | Delftweg                                                        | Arnhem        | 51° 57' 24" NB, 5° 52' 5" OL  | Meer afbeeldingen                                            |
| 660  | Gedenkmonument                                               |                                                                                                  |                                                             |                   | beeld/sculptuur  |                                                                 | Schaarsbergen | 52° 1' 32" NB, 5° 52' 17" OL  |                                                              |
| 832  | Monument 'Indisch verzet'                                    | burgers voormalig Nederlands-Indië                                                               | Van Loghem                                                  |                   | zuil             | Velperweg 147, 6824 MB                                          | Arnhem        | 51° 59' 44" NB, 5° 56' 57" OL | Monument 'Indisch verzet'                                    |
| 833  | Dampit-monument                                              | burgers voormalig Nederlands-Indië                                                               | Rudi Augustinus                                             | 19 oktober 2001   | zuil             | Velperweg 147, 6824 MB                                          | Arnhem        | 51° 59' 44" NB, 5° 57' 0" OL  | Dampit-monument                                              |
| 837  | Birma-Siam Spoorweg                                          | overig                                                                                           | Dros                                                        | 24 juni 1989      | overig           | Velperweg 147, 6824 MB                                          | Arnhem        | 51° 59' 36" NB, 5° 56' 58" OL | Birma-Siam Spoorweg                                          |
| 838  | Indië-monument                                               | militairen in dienst van het Ned. Kon. na 1945                                                   |                                                             | 2 mei 2001        | zuil             | Velperweg 147, 6824 MB                                          | Arnhem        | 51° 59' 44" NB, 5° 56' 59" OL | Indië-monument                                               |
| 839  | Glodok-monument                                              | burgers voormalig Nederlands-Indië                                                               |                                                             |                   | gedenksteen      | Velperweg 147, 6824 MB                                          | Arnhem        | 51° 59' 44" NB, 5° 56' 59" OL | Glodok-monument                                              |
| 840  | Koninklijke Landmacht-monument                               | militairen in dienst van het Ned. Kon. na 1945, militairen in dienst van het Ned. Kon. 1940-1945 | Jan Timmer                                                  | 31 mei 2001       | beeld/sculptuur  | Velperweg 147, 6824 MB                                          | Arnhem        | 51° 59' 45" NB, 5° 56' 59" OL | Koninklijke Landmacht-monument                               |
| 841  | Monument Jongenskampen                                       | burgers voormalig Nederlands-Indië                                                               | H.L.B. Mahieu (ontwerper), Anton Beijsens (beeldhouwer)     | 10 november 1988  | beeld/sculptuur  | Velperweg 147, 6824 MB                                          | Arnhem        | 51° 59' 36" NB, 5° 56' 58" OL | Monument Jongenskampen                                       |
| 842  | KNIL-monument                                                | militairen in dienst van het Ned. Kon. na 1945                                                   | Thérèse de Groot-Haider                                     | 26 juli 1990      | beeld/sculptuur  | Velperweg 147, 6824 MB                                          | Arnhem        | 51° 59' 36" NB, 5° 56' 58" OL | Meer afbeeldingen                                            |
| 843  | Monument aan de Koningsweg                                   | militairen in dienst van het Ned. Kon. na 1945,Burgers voormalig Nederlands-Indië                |                                                             |                   | beeld/sculptuur  | Koningsweg, 6816 TA                                             | Schaarsbergen | 52° 1' 55" NB, 5° 52' 18" OL  |                                                              |
| 844  | Monument aan de Bakkerstraat                                 | burgerslachtoffers, verzet Nederland                                                             |                                                             |                   | plaquette        | Bakkerstraat 63, 6811 EK                                        | Arnhem        | 51° 58' 50" NB, 5° 54' 29" OL | Monument aan de Bakkerstraat                                 |
| 845  | Gedenksteen Slag om Arnhem                                   | geallieerde militairen                                                                           | Marius van Beek                                             | 17 september 1994 | gedenksteen      | Airborneplein                                                   | Arnhem        | 51° 58' 41" NB, 5° 54' 55" OL | Gedenksteen Slag om Arnhem                                   |
| 846  | Gedenksteen met plaquette bij John Frostbrug                 | geallieerde militairen                                                                           |                                                             | 17 september 1978 | overig           | Nijmeegseweg, 6811                                              | Arnhem        | 51° 58' 37" NB, 5° 54' 48" OL | Gedenksteen met plaquette bij John Frostbrug                 |
| 847  | Monument in Fort Westervoort                                 | militairen in dienst van het Ned. Kon. 1940-1945                                                 |                                                             |                   | gedenksteen      | Westervoortsedijk, 6827 AS                                      | Arnhem        | 51° 58' 17" NB, 5° 57' 20" OL | Monument in Fort Westervoort                                 |
| 848  | Airborne-schild                                              | geallieerde militairen                                                                           |                                                             |                   | reliëf           | Utrechtseweg 72, 6812 AH                                        | Arnhem        | 51° 59' 7" NB, 5° 53' 35" OL  | Airborne-schild                                              |
| 849  | Monument aan de Waterbergseweg                               | verzet Nederland                                                                                 |                                                             |                   | Kruis            | Waterbergseweg, 6815 AL                                         | Schaarsbergen | 52° 0' 56" NB, 5° 55' 4" OL   |                                                              |
| 851  | The Warrior                                                  | geallieerde militairen                                                                           | Henry Moore (1898-1986)                                     |                   | beeld/sculptuur  | Utrechtseweg 87, 6812 AH                                        | Arnhem        | 51° 59' 8" NB, 5° 53' 32" OL  | The Warrior                                                  |
| 852  | Mens tegen macht                                             | algemeen, verzet Nederland                                                                       | Gijs Jacobs van den Hof                                     | 17 september 1953 | beeld/sculptuur  | Audrey Hepburnplein, 6811 EB                                    | Arnhem        | 51° 58' 45" NB, 5° 54' 30" OL | Meer afbeeldingen                                            |
| 853  | Monument bij de John Frostbrug                               | geallieerde militairen                                                                           |                                                             | 17 september 1951 | plaquette        | Nijmeegseweg, 6811                                              | Arnhem        | 51° 58' 30" NB, 5° 54' 42" OL | Monument bij de John Frostbrug                               |
| 854  | Feniks (2)                                                   | algemeen                                                                                         | Ossip Zadkine (1890-1967)                                   |                   | beeld/sculptuur  | Koningstraat, 6811 DE                                           | Arnhem        | 51° 58' 44" NB, 5° 54' 41" OL | Meer afbeeldingen                                            |
| 855  | Monument aan de Koningstraat                                 | algemeen                                                                                         | Bernard Verhoeven (1897-1965)                               |                   | overig           | Koningstraat, 6811 DE                                           | Arnhem        | 51° 58' 51" NB, 5° 54' 36" OL | Monument aan de Koningstraat                                 |
| 856  | Gedenkteken 1940-1945                                        | burgerslachtoffers                                                                               | Albert Termote                                              | 5 mei 1954        | zuil             | Klapstraat 5, 6842 AC                                           | Elden         | 51° 57' 31" NB, 5° 52' 53" OL | Gedenkteken 1940-1945                                        |
| 857  | Monument op het Walburgisplein                               | overig                                                                                           | Eduard Speyart van Woerden                                  |                   | reliëf           | Walburgisplein 10, 6811 BZ                                      | Arnhem        | 51° 58' 44" NB, 5° 54' 46" OL | Monument op het Walburgisplein                               |
| 858  | De Pleuranten                                                | algemeen                                                                                         | Gijs Jacobs van den Hof                                     | 17 september 1953 | beeld/sculptuur  | Waterbergseweg 18, 6815 AP                                      | Arnhem        | 52° 0' 18" NB, 5° 54' 55" OL  | De Pleuranten                                                |
| 859  | Airborne-embleem                                             | geallieerde militairen                                                                           | Gijs Jacobs van den Hof                                     | 17 september 1953 | reliëf           | Airborneplein                                                   | Arnhem        | 51° 58' 41" NB, 5° 54' 55" OL | Airborne-embleem                                             |
| 861  | Airborne-monument                                            | geallieerde militairen                                                                           |                                                             | 17 september 1945 | zuil             | Airborneplein, 6811                                             | Arnhem        | 51° 58' 42" NB, 5° 54' 54" OL | Airborne-monument                                            |
| 862  | De vrouw in oorlogstijd                                      | verzet Nederland                                                                                 | Nel Klaassen                                                | 1949              | beeld/sculptuur  | Utrechtsestraat, 6811 LS                                        | Arnhem        | 51° 59' 4" NB, 5° 53' 39" OL  | Meer afbeeldingen                                            |
| 941  | Japanse Vrouwenkampen                                        | burgers voormalig Nederlands-Indië                                                               | Frans Nix (02-11-1934)                                      | 15 augustus 1971  | beeld/sculptuur  | Velperweg 147, 6824 MB                                          | Arnhem        | 51° 59' 36" NB, 5° 56' 58" OL | Japanse Vrouwenkampen                                        |
| 1161 | Evacuatie                                                    | burgerslachtoffers                                                                               | Mark Geels                                                  | 14 april 1995     | reliëf           | Jansbuitensingel 30 (zijgevel, hoek Apeldoornsestraat), 6811 AA | Arnhem        | 51° 59' 4" NB, 5° 54' 42" OL  | Evacuatie                                                    |
| 1553 | Engineers-monument                                           | geallieerde militairen                                                                           | H. van den Brand                                            | 15 september 1989 | gedenksteen      | Vogelenzangsestraat, 6665 LL                                    | Driel/Arnhem  | 51° 57' 39" NB, 5° 49' 46" OL | Meer afbeeldingen                                            |
| 2162 | Monument voor Grenadiers en Jagers                           | militairen in dienst van het Ned. Kon. 1940-1945 en na 1945                                      | A. Jehee (02-04-1964)                                       | 15 november 2002  | overig           | Clement van Maasdijklaan 5, 6816 TW                             | Schaarsbergen | 52° 2' 25" NB, 5° 52' 23" OL  |                                                              |
| 2291 | Plaquette in het NS-station                                  | burgerslachtoffers                                                                               | Ir. H.G.J. Schelling (ontwerp), H.J. Winkelman (uitvoering) | 7 december 1948   | plaquette        | Oude Stationsstraat, 6811 KK                                    | Arnhem        | 51° 59' 3" NB, 5° 54' 11" OL  | Plaquette in het NS-station                                  |
| 2315 | Japanse Zeetransporten                                       | militairen in dienst van het Ned. Kon. 1940-1945,Burgers voormalig Nederlands-Indië              | Anneriet de Pijper (1942)                                   | 17 augustus 2004  | beeld/sculptuur  | Velperweg 147, 6824 MB                                          | Arnhem        | 51° 59' 36" NB, 5° 56' 58" OL | Japanse Zeetransporten                                       |
| 2583 | Monument in het Openluchtmuseum                              | overig                                                                                           |                                                             | 1 september 1984  | zuil             | Schelmseweg 89, 6816 SJ                                         | Arnhem        | 52° 0' 34" NB, 5° 54' 43" OL  | Meer afbeeldingen                                            |
| 2808 | Verzetsmonument                                              | verzet Nederland                                                                                 | Jos Pauw (tekst) en Jouke Hoogland (ontwerp)                | 19 september 2005 | overig           | Velperbuitensingel 25, 6828 CV                                  | Arnhem        | 51° 58' 59" NB, 5° 54' 51" OL | Meer afbeeldingen                                            |
| 2821 | Feniks                                                       | overig                                                                                           | Willem Reijers                                              | 1954              | beeld/sculptuur  | Stationsplein 1, 6811 KG                                        | Arnhem        | 51° 58' 60" NB, 5° 54' 10" OL | Meer afbeeldingen                                            |
| 2834 | Erezwaard                                                    | geallieerde militairen                                                                           |                                                             | 1 september 1984  | overig           | Markt 11, 6811 CG                                               | Arnhem        | 51° 58' 39" NB, 5° 54' 34" OL | Erezwaard                                                    |
| 2835 | Gedenkzuil aan de Eusebiusbuitensingel                       | geallieerde militairen                                                                           |                                                             |                   | zuil             | Eusebiusbuitensingel, 6828 HS                                   | Arnhem        | 51° 58' 47" NB, 5° 54' 58" OL | Gedenkzuil aan de Eusebiusbuitensingel                       |
| 2877 | Airborne-zuil                                                | geallieerde militairen                                                                           |                                                             |                   | zuil             | Utrechtseweg 87, 6812 AG                                        | Arnhem        | 51° 59' 7" NB, 5° 53' 33" OL  | Airborne-zuil                                                |
| 2878 | Gedenkzuil bij het Elisabeths Gasthuis                       | geallieerde militairen                                                                           |                                                             |                   | zuil             | Utrechtseweg 196, 6812 AL                                       | Arnhem        | 51° 59' 5" NB, 5° 53' 10" OL  | Gedenkzuil bij het Elisabeths Gasthuis                       |
| 2879 | Remember September 1944                                      | geallieerde militairen                                                                           | Ad van Wordragen                                            | 17 september 1987 | beeld/sculptuur  | Nassaustraat, 6812 CC                                           | Arnhem        | 51° 59' 8" NB, 5° 53' 2" OL   | Remember September 1944                                      |
| 2889 | Gedenkplaats in het Jacob Groenewoudplantsoen                | geallieerde militairen, militairen in dienst van het Ned. Kon. 1940-1945                         |                                                             | 17 september 1994 | overig           | Jacob Groenewoudplantsoen, 6811                                 | Arnhem        | 51° 58' 35" NB, 5° 54' 40" OL | Gedenkplaats in het Jacob Groenewoudplantsoen                |
| 2890 | 19 Parachutisten (monument in de Eusebiuskerk)               | geallieerde militairen                                                                           | Simona Vergani                                              | 1994              | beeld/sculptuur  | Kerkplein 1, 6811 EB                                            | Arnhem        | 51° 58' 45" NB, 5° 54' 34" OL | Meer afbeeldingen                                            |
| 2954 | Plaquette in de Eusebiuskerk                                 | geallieerde militairen                                                                           |                                                             |                   | plaquette        | Kerkplein 1, 6811 EB                                            | Arnhem        | 51° 58' 45" NB, 5° 54' 34" OL | Plaquette in de Eusebiuskerk                                 |
| 2973 | Korea-monument                                               | gilitairen in dienst van het Ned. Kon. na 1945                                                   |                                                             |                   | beeld/sculptuur  | Clement van Maasdijklaan, 6816 TV                               | Schaarsbergen | 52° 2' 1" NB, 5° 53' 56" OL   |                                                              |
| 2980 | Steenreliëf bij het provinciehuis                            | overig                                                                                           |                                                             |                   | reliëf           | Markt 11, 6811 CG                                               | Arnhem        | 51° 58' 39" NB, 5° 54' 34" OL | Steenreliëf bij het provinciehuis                            |
| 2981 | Plafondreliëf in het provinciehuis                           | algemeen, burgerslachtoffers                                                                     |                                                             |                   | reliëf           | Markt 11, 6811 CG                                               | Arnhem        | 51° 58' 39" NB, 5° 54' 34" OL | Plafondreliëf in het provinciehuis                           |
| 3210 | Monument op de Joodse begraafplaats                          | vervolgden Nederland                                                                             |                                                             |                   | gedenksteen      | Apeldoornseweg, 6814 BG                                         | Schaarsbergen | 52° 1' 44" NB, 5° 55' 41" OL  |                                                              |
| 3211 | Plaquette in de synagoge                                     | vervolgden Nederland                                                                             | R. Bruyning                                                 |                   | plaquette        | Pastoorstraat, 6811 ED                                          | Arnhem        | 51° 58' 48" NB, 5° 54' 34" OL |                                                              |
| 3525 | Wiltshire-monument                                           | geallieerde militairen                                                                           | Tirza Verrips                                               | 28 april 2010     | beeld/sculptuur  | Marasingel 19, 6846 DX                                          | Arnhem        | 51° 56' 48" NB, 5° 50' 36" OL | Wiltshire-monument                                           |
| 3531 | Monument voor Omgekomen Personeel van Van Gend & Loos        | burgerslachtoffers                                                                               |                                                             | 24 september 2007 | plaquette        | Schelmseweg 89, 6816 SJ                                         | Arnhem        | 52° 0' 29" NB, 5° 54' 26" OL  | Monument voor Omgekomen Personeel van Van Gend & Loos        |
| 3534 | Gedenksteen in de Eusebiuskerk                               | burgerslachtoffers, verzet Nederland                                                             |                                                             |                   | gedenksteen      | Kerkplein 1, 6811 EB                                            | Arnhem        | 51° 58' 45" NB, 5° 54' 36" OL | Gedenksteen in de Eusebiuskerk                               |
| 3609 | Exodus-monument                                              | burgerslachtoffers                                                                               |                                                             | 12 juni 2010      | plaquette        | De Praets, 6841 HD                                              | Arnhem        | 51° 58' 44" NB, 5° 53' 53" OL | Exodus-monument                                              |
| 3617 | Anker van het linieschip 'Waterloo'                          | militairen in dienst van het Ned. Kon. 1940-1945                                                 |                                                             |                   | overig           | Velperweg 147, 6824 MB                                          | Arnhem        | 51° 59' 42" NB, 5° 57' 1" OL  | Anker van het linieschip 'Waterloo'                          |
| 3639 | Plaquette op de plek van het hoofdkwartier van John Frost    | algemeen                                                                                         | Christien Nijland                                           | 1994              | plaquette        | Prinsenhof 1, 6811 CE                                           | Arnhem        | 51° 58' 37" NB, 5° 54' 41" OL | Plaquette op de plek van het hoofdkwartier van John Frost    |
| 3647 | Mitchell-monument                                            | geallieerde militairen, burgerslachtoffers                                                       |                                                             | 25 juni 2011      | plaquette        | Malburgse Bandijk, 6833                                         | Arnhem        | 51° 58' 13" NB, 5° 54' 51" OL | Mitchell-monument                                            |
|      | Atjeh-reliëf                                                 | KNIL-militairen, burgerslachtoffers                                                              | Charles van Wijk (ontwerp), Lodewijk Henzen (uitvoering)    | 1895              | reliëf           | Velperweg 147, 6824 MB                                          | Arnhem        |                               | Meer afbeeldingen                                            |
|      | Monument                                                     | Fabrieksarbeiders                                                                                | J. Masselink                                                | 15 juni 1946      | monument         | Tivolilaan                                                      | Arnhem        | 51° 59' 12" NB, 5° 55' 53" OL | Monument                                                     |
|      | De verwoesting van Arnhem (kraagsteen in de Eusebiuskerk)    | geallieerde militairen                                                                           | Eduard van Kuilenburg                                       | 1956              | beeld/sculptuur  | Kerkplein 1, 6811 EB                                            | Arnhem        | 51° 58' 45" NB, 5° 54' 34" OL | De verwoesting van Arnhem (kraagsteen in de Eusebiuskerk)    |
|      | Herinneringsroute, portret van een soldaat uit de Golfoorlog | soldaten uit de Golfoorlog                                                                       | Maria Strik                                                 | 1993              | glasplaat        | Kerkplein                                                       | Arnhem        |                               | Herinneringsroute, portret van een soldaat uit de Golfoorlog |
|      | gedenkraam in de Sint-Martinuskerk                           | geallieerde militairen, burgerslachtoffers                                                       | Ben van Kleef                                               | 1998              | glas-in-loodraam | Steenstraat 7, 6828 CA                                          | Arnhem        | 51° 59' 1" NB, 5° 54' 54" OL  | gedenkraam in de Sint-Martinuskerk                           |
|      | Pijn in brons gestold                                        |                                                                                                  | Gerard Philipsen                                            | 2017              | sculptuur        | Emmastraat 12, 6828 HE                                          | Arnhem        | 51° 58' 58" NB, 5° 55' 21" OL | Pijn in brons gestold                                        |
|      | Monument Dakota FZ626                                        | Engelse luchtmachtsoldaten                                                                       |                                                             | 21 september 2018 | monument         | tegenover Bakenbergseweg 262, 6816PE                            | Schaarsbergen | 52° 0' 10" NB, 5° 52' 38" OL  | Monument Dakota FZ626                                        |
|      | Herdenkingsplaquette Eusebiustoren                           |                                                                                                  |                                                             | 21 september 2019 | plaquette        | Kerkplein 1, 6811 EB                                            | Arnhem        | 51° 58' 45" NB, 5° 54' 36" OL | Herdenkingsplaquette Eusebiustoren                           |
|      | Joods Monument                                               | Joodse slachtoffers                                                                              | Atelier Ariës Natuursteen                                   | 17 november 2019  | monument         | Jonas Daniël Meijerplaats                                       | Arnhem        | 51° 58' 46" NB, 5° 54' 38" OL | Joods Monument                                               |
|      | VLUCHT                                                       | evacués Arnhem                                                                                   | Ruud-Jan Kokke                                              | september 2022    | sculptuur        | Apeldoornsestraat/Velperplein                                   | Arnhem        | 51° 59' 3" NB, 9115° 0' 0" OL | VLUCHT                                                       |
|      | Plaquette Royal Engineer Sappers (in de Eusebiuskerk)        | Royal Engineer Sappers                                                                           |                                                             |                   | plaquette        | Kerkstraat 1, 6811EB                                            | Arnhem        | 51° 58' 45" NB, 5° 54' 38" OL | Plaquette Royal Engineer Sappers (in de Eusebiuskerk)        |
|      | Plaquette voor Oorlogsslachtoffers                           | slachtoffers bombardement gasfabriek op 22 februari 1944                                         |                                                             |                   | plaquette        | Rietgrachtstraat 131, 6828 KC                                   | Arnhem        | 51° 58' 31" NB, 5° 55' 4" OL  | Plaquette voor Oorlogsslachtoffers                           |
|      | Gedenksteen Politiecorps                                     | politieagenten                                                                                   |                                                             |                   | plaquette        | Beekstraat 39, 6811 DW                                          | Arnhem        | 51° 58' 48" NB, 5° 54' 45" OL | Gedenksteen Politiecorps                                     |
|      | Battle Marker Boterdijk                                      | geallieerde militairen                                                                           |                                                             |                   | zuil             | Boterdijk, 6812 CZ                                              | Arnhem        | 51° 58' 53" NB, 5° 53' 53" OL | Battle Marker Boterdijk                                      |
|      | Stolpersteine                                                | vervolgden Nederland                                                                             | Gunter Demnig                                               |                   | relief           | Zie Lijst van Stolpersteine in Arnhem                           | Arnhem        |                               | Meer afbeeldingen                                            |